# Tolmomyias
Tolmomyias là một chi chim trong họ Tyrannidae.